# 青い真珠
『青い真珠』（あおいしんじゅ）は、1951年（昭和26年）8月3日に公開された日本映画。製作、配給は東宝。モノクロ、スタンダード。

## 解説
志摩半島の小さな島、古い因襲の漁村を舞台としている。
原作は山田克郎の直木賞小説『海の廃園』。記録映画『伊勢志摩』(日本産業地理大系第一篇　国立公園伊勢志摩 1949年製作)を演出した本多猪四郎の劇映画デビュー作であり、前作の水中撮影を生かすため本多自ら脚本も手掛けた。本多は、『伊勢志摩』の撮影を通じて海女の生活に興味を持ち、これを映画化することを構想していたところに『海の廃園』を原作として得られたと語っている。
後に本多は、映画『ゴジラ』でも同じロケ地を用いており、祭りのシーンなど本作品との共通項がみられる。また、作品のテーマや描写などにおいても、のちの本多作品に共通する要素がみられ、その原点とされる。
当初、音楽は芥川也寸志が担当する予定でロケハンにも参加していたが、病気により降板した。
脚本執筆時は同じ旅館で同期の黒澤明も『羅生門』の脚本を執筆しており、本多の妻きみによれば、夜になると互いの脚本を読み合わせていたという。
若い海女役の記平佳枝によれば、ロケ地は電気が通っておらず宿屋もない村で1ヶ月以上村長や船長などの家に宿泊していたといい、地元の海女から泳ぎや磯笛などの技術も実際に学んだと述懐している。記平は、モノクロでは現地の風景の美しさが出ておらずもったいなかったと評しており、当時は不便な場所であったため二度と来ることはないだろうと名残惜しんでいたが、その後も『潮騒』（1954年）などの撮影で度々訪れることとなった。

## キャスト
- 西田[2]（新任灯台技師）：池部良
- 野枝[2]（海女）：島崎雪子
- リウ[2]（海女）：浜田百合子
- 新太郎：柳谷寛
- 芳：石井伊吉
- 柳谷：堺左千夫
- 甚吉（船員）：山本礼三郎
- 煙草屋の老婆：英百合子
- 野枝の伯母：三好栄子
- 野枝の伯父：高堂国典
- リウの母：本間文子
- リウの父：左卜全
- 藤木灯台長：志村喬
- 大城政子
- 桑原澄子
- 廣瀬嘉子
- 記平佳枝
- 五十嵐知子
- 秋葉米子
- 出雲八重子
- 馬野都留子
- 大村千吉
- 近藤宏

## スタッフ
- 製作 - 小林富佐雄
- 原作 - 山田克郎
- 音楽 - 服部正
- 撮影 - 飯村正
- 美術 - 松山崇
- 録音 - 三上長七郎
- 照明 - 西川鶴三
- 監督助手 - 岡本喜八郎
- 脚本・監督 - 本多猪四郎